# Lawitz
Lawitz (niedersorbisch Lawojce) ist eine amtsangehörige Gemeinde im Südosten von Brandenburg im Landkreis Oder-Spree. Die Gemeinde gehört dem Amt Neuzelle mit Sitz in der Gemeinde Neuzelle an.

## Geografie
Der Ort liegt südlich von Eisenhüttenstadt nahe der Oder, die hier die Staatsgrenze zu Polen bildet.

## Gemeindegliederung
Lawitz verfügt über keine Ortsteile, bewohnten Gemeindeteile oder Wohnplätze.

## Geschichte
Das Gassendorf wurde 1316 erstmals mit dem sorbischen Namen (Ławojce) urkundlich erwähnt.
Lawitz gehörte seit 1817 zum Kreis Guben in der Provinz Brandenburg und ab 1952 zum Kreis Eisenhüttenstadt-Land im DDR-Bezirk Frankfurt (Oder). Seit 1993 liegt die Gemeinde im brandenburgischen Landkreis Oder-Spree.

## Bevölkerungsentwicklung
| Jahr | Einwohner |
| ---- | --------- |
| 1875 | 424       |
| 1890 | 405       |
| 1910 | 365       |
| 1925 | 329       |
| 1933 | 360       |
| 1939 | 366       |

| Jahr | Einwohner |
| ---- | --------- |
| 1946 | 475       |
| 1950 | 451       |
| 1964 | 386       |
| 1971 | 357       |
| 1981 | 330       |
| 1985 | 351       |

| Jahr | Einwohner |
| ---- | --------- |
| 1990 | 375       |
| 1995 | 431       |
| 2000 | 703       |
| 2005 | 679       |
| 2010 | 628       |
| 2015 | 602       |

| Jahr | Einwohner |
| ---- | --------- |
| 2020 | 558       |
| 2021 | 558       |
| 2022 | 561       |
| 2023 | 560       |
| 2024 | 546       |

Gebietsstand des jeweiligen Jahres, Einwohnerzahl: Stand 31. Dezember (ab 1991), ab 2011 auf Basis des Zensus 2011, ab 2022 auf Basis des Zensus 2022

## Politik

### Gemeindevertretung
Die Gemeindevertretung von Lawitz besteht aus acht Gemeindevertretern und dem ehrenamtlichen Bürgermeister. Die Kommunalwahl am 9. Juni 2024 führte bei einer Wahlbeteiligung von 83,9 % zu folgendem Ergebnis:
| Wählergruppe                    | Stimmenanteil | Sitze |
| ------------------------------- | ------------- | ----- |
| Lawitzer für Lawitz             | 61,8 %        | 5     |
| Allianz Lawitzer Bürger         | 28,8 %        | 2     |
| Freie Lawitzer                  | 05,6 %        | 1     |
| Einzelbewerber Thomas Tavernier | 03,7 %        | –     |

### Bürgermeisterin
- 1994–2024: Gudrun Schmädicke (Bürger für Lawitz)[8][9]
- seit 2024: Andreas Grund (Einzelbewerber)

Grund wurde bei der Bürgermeisterwahl am 9. Juni 2024 bei einem Gegenkandidaten mit 74,4 % der gültigen Stimmen für eine Amtszeit von fünf Jahren zum ehrenamtlichen Bürgermeister gewählt.

## Sehenswürdigkeiten
In der Liste der Bodendenkmale in Lawitz sind in der Brandenburgischen Denkmalliste für Lawitz ausgewiesenen Bodendenkmale aufgeführt.

## Verkehr
Durch das Gemeindegebiet von Lawitz verläuft die Bundesstraße 112, die Eisenhüttenstadt mit Guben verbindet. Die nächste Autobahnanschlussstelle ist Frankfurt (Oder)-Mitte an der Bundesautobahn 12 (Frankfurt (Oder)–Berlin) in etwa 25 km Entfernung.